# Ambrose Bierce

Ambrose Bierce

Ambrose Bierce, född 24 juni 1842 i Horse Cave Creek i Meigs County, Ohio, död troligtvis 1914, var en amerikansk författare.
Bierce deltog på nordstaternas sida under amerikanska inbördeskriget. Därefter var han journalist i San Francisco, London och Washington. 1913 var han i Mexiko och blev inblandad i revolutionen, varunder han avled (ej klarlagt hur och när).
Romanen Den gamle gringon (1985, filmatiserad 1989) av Carlos Fuentes är en skildring av Bierces okända öde i Mexiko.